# Santa Teresa alla Kalsa

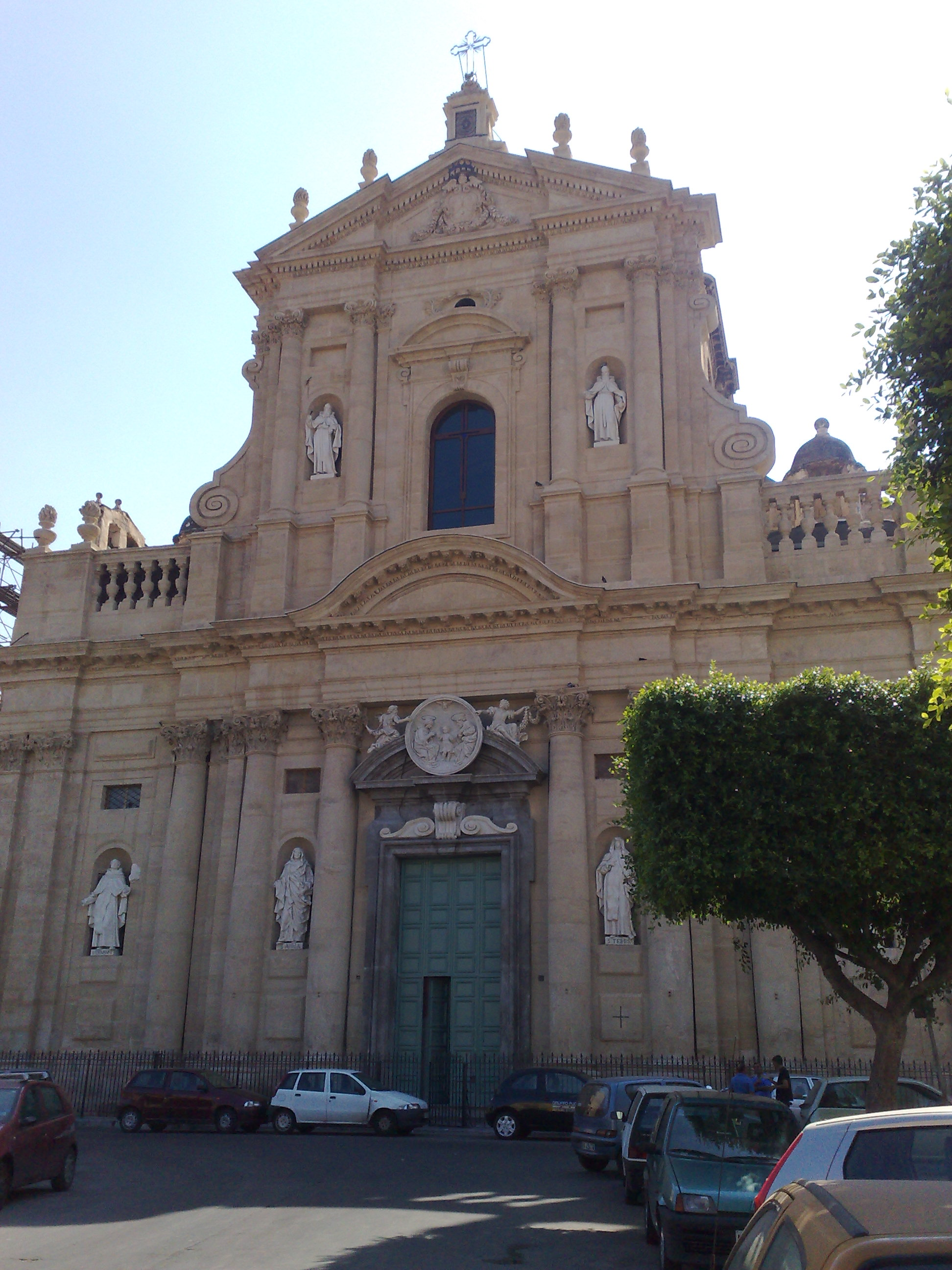
Santa Teresa alla Kalsa

Die Santa Teresa alla Kalsa ist eine Kirche des Spätbarock in Palermo. 

## Baugeschichte
Die Kirche liegt im Stadtteil Kalsa, dem alten arabischen al Halisah, wo 937 der Emir seinen Regierungssitz hatte. Ab dem 16. Jahrhundert wuchs Palermo und Kalsa wurde zur bevorzugten Wohngegend für den Adel und reiche Bürger, die hier ihre Paläste bauen ließen. In der zweiten Hälfte des 17. Jahrhunderts wurde mit ersten Planungen für einen Kirchenneubau begonnen. Den Auftrag erteilte schließlich das nahe gelegene Nonnenkloster des Karmeliterordens an den in Rom geschulten Architekten Giacomo Amato, der die Kirche im Stil des römischen Spätbarock auf dem Grund des alten arabischen Friedhofs zwischen 1686 und 1706 errichtete. Besonders deutlich spiegelt sich der römische Barock an dem von Cristoforo Milanti geschaffenen Medaillon über dem Hauptportal wider, das getreulich ein Medaillon an gleicher Stelle der römischen Kirche  San Marcello al Corso vom Baumeister Carlo Fontana zitiert.

## Ausstattung
Neben dem prächtigen, mit Marmor, Achat, Lapislazuli und Amethyst verzierten Hauptaltar birgt die Kirche zahlreiche bedeutende Kunstwerke.
- Giacomo Serpotta: Standfiguren der Heiligen Therese und Anna
- Ignazio Marabitti: Stuckarbeit „Kreuzigung“ (1780–81) und Marmorbüste der Heiligen Therese
- Guglielmo Borremans: Tafelbild „Ekstase der Heiligen Therese“ (1722)
- Sebastiano Conca: Tafelbild Madonna della Carmine (1750)
- Antonio Grano: Wandfresken im Presbyterium „Allegorien der Eucharistie“
- Giovanni Odazzi: Tafelbild „Heilige Familie“ (1720)